# Antonio García Villarán
Antonio García Villarán (Aznalcázar, Sevilla; 11 de julio de 1976) es un pintor, artista plástico y crítico de arte español. Ha concebido el concepto de «hamparte», con el que critica algunas corrientes artísticas contemporáneas. Utiliza la plataforma YouTube para su faceta de crítico e instructor.

## Biografía
García Villarán nació en 1976 en la localidad sevillana de Aznalcázar, aunque reside desde los 4 años en la ciudad de Sevilla. Comenzó a pintar cuando tenía trece años. Se licenció y doctoró en Bellas Artes en la Facultad de Bellas Artes de Sevilla en la especialidad de pintura, ejerciendo la docencia en dicha institución. Es fundador, junto con Nuria Mezquita de Haro, de la editorial Cangrejo Pistolero Ediciones. También organizó en Sevilla el festival de Perfopoesía.

### Postulación del concepto Hamparte
García Villarán introdujo el concepto «Hamparte» en su libro El arte de no tener talento, el cual se refiere a las obras sin un valor estético intrínseco y que deben su fama al valor etéreo o abstracto que los creadores deciden darle. De hecho, el concepto hamparte es crítico con aquellas obras sin ninguna técnica o que tengan un valor desorbitado solo por el criterio del artista. Según García Villarán, el arte debe ser meramente estético y no conceptual o discursivo.

### Desarrollo de criptoarte
Antonio García Villarán ha sido uno de los primeros artistas e influencers españoles en lanzar sus obras como NFTs (tokens no fungibles). En una entrevista con Cointelegraph comentó: "Los NFT me parecen la mejor noticia en el mundo del arte del Siglo 21, esto sí puede acabar con el sufrimiento de muchos artistas". En diciembre de 2021, García Villarán lanzó una colaboración artística en formato NFT con Javier Arrés, un renombrado criptoartista español. Además, García Villarán ha expuesto en plataformas de realidad virtual descentralizada como Decentraland, en una galería de NFTesp.

## Obras
- El maestro escarabajo: ideas para una nueva pedagogía de las artes plásticas del siglo XXI (2011).
- Historia de las academias y escuelas de dibujo: de Vasari a nuestros días (2012).
- El arte de no tener talento. Revolución Hamparte (2019).[26]

## Distinciones
| Organización | Tipo                    | Galardón              | Razón                                                                            |
| ------------ | ----------------------- | --------------------- | -------------------------------------------------------------------------------- |
| Youtube      | Youtube Creators Awards | Silver Creator Awards | Por la cantidad de 100 000 (cien mil) suscriptores en su canal de Youtube.       |
| Youtube      | Youtube Creators Awards | Gold Creator Award    | Por la cantidad de 1 000 000 (un millón) de suscriptores en su canal de Youtube. |